# Galbella triangularis
Galbella triangularis es una especie de escarabajo del género Galbella, familia Buprestidae. Fue descrita científicamente por Théry en 1923.